# Distretto di Dhayat Ben Dhahoua
Il distretto di Dhayat Ben Dhahoua è un distretto della provincia di Ghardaïa, in Algeria, con capoluogo Dhayet Bendhahoua.

## Comuni
Il distretto di Dhayat Ben Dhahoua comprende 1 comune:
- Dhayet Bendhahoua